# Bieberehren
Bieberehren – miejscowość i gmina w Niemczech, w kraju związkowym Bawaria, w rejencji Dolna Frankonia, w regionie Würzburg, w powiecie Würzburg, wchodzi w skład wspólnoty administracyjnej Röttingen. Leży około 30 km na południe od Würzburga, nad ujściem rzeki Gollach do Tauber.

## Dzielnice
W skład gminy wchodzą trzy dzielnice:
- Bieberehren
- Buch
- Klingen

## Demografia
| Rok  | Liczba mieszk. |
| ---- | -------------- |
| 1970 | 1057           |
| 1987 | 988            |
| 2000 | 1023           |

## Zabytki i atrakcje
- ratusz z 1612
- Kościół pw. św. Piotra i Pawła (St. Peter und Paul)
- dwie kaplice

## Oświata
(na 1999)

W gminie znajduje się 50 miejsc przedszkolnych (z 42 dziećmi).